# 陳興德
陳興德（越南语：／；？—1804年），越南阮朝官員。
陳興德是廣德營香茶縣人。父親陳興桂，七兄陳興達。在廣南國時期為訓導。景興三十六年（1775年），鄭師南侵，阮睿宗阮福淳南逃至嘉定城。此時陳興德正與七兄在廣南隱居。景興五十四年（1793年），和胸章陳興達一起渡海前往嘉定，謁見阮王阮福映，授翰林院制誥，後陞富安營該簿。嘉隆三年（1804年），嘉隆帝阮福映召陳興德回京，陳興德正好在此時病故。
陳興德有一子，名陳興卿，後授諸軍副衞尉。